# Lutherkirche (Holzminden)

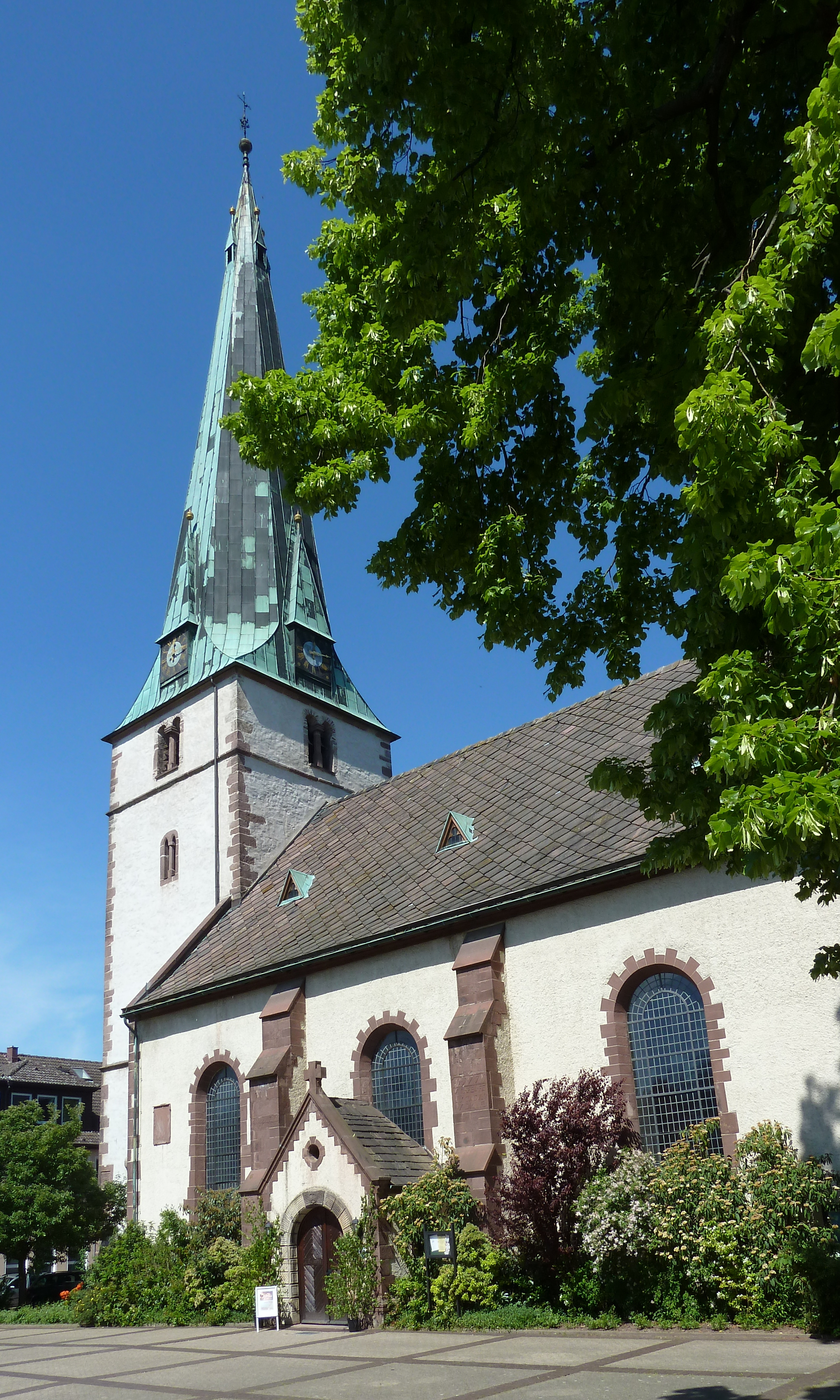
Lutherkirche Holzminden

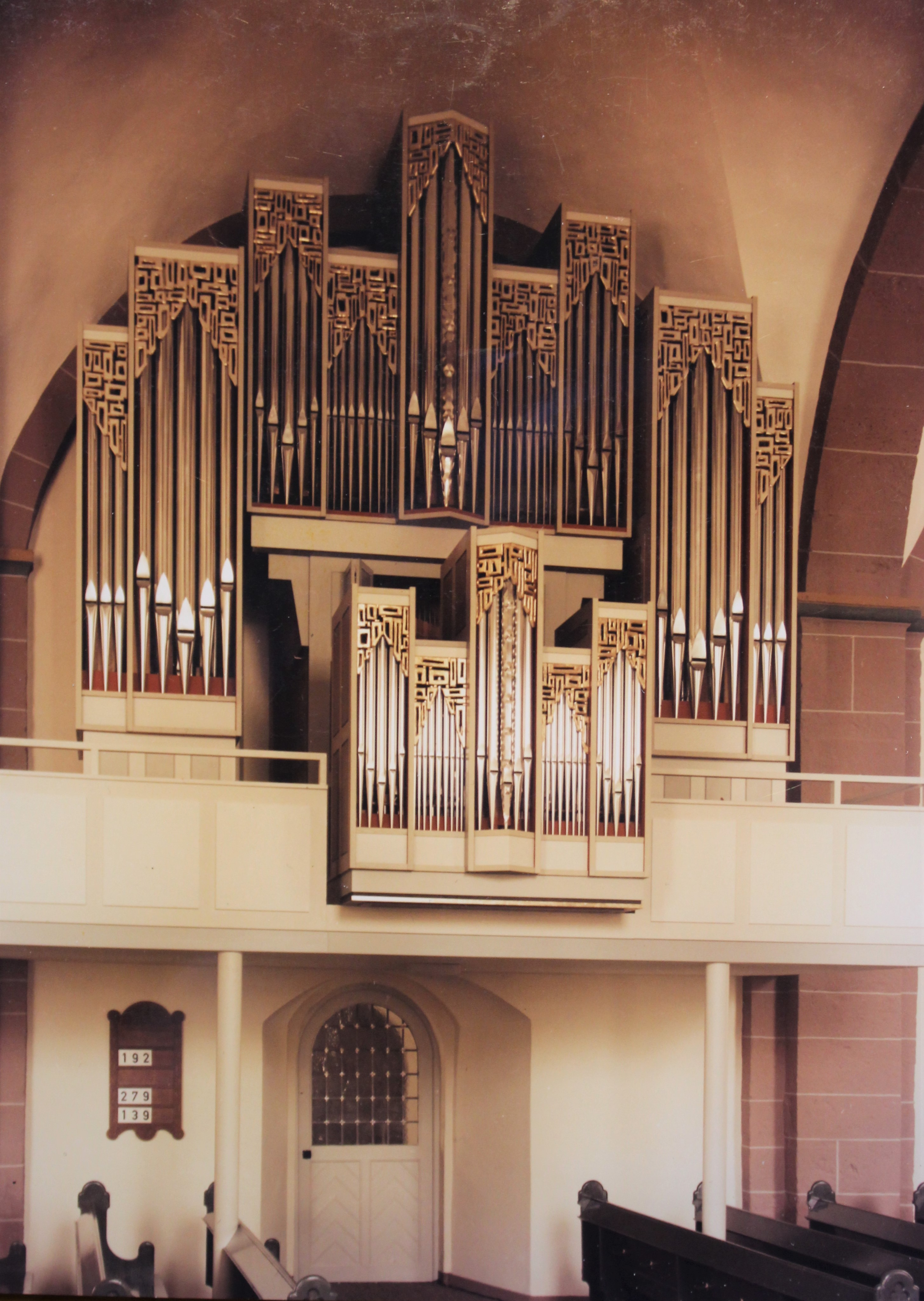
Orgel

Die Lutherkirche, ursprünglich Marienkirche, ist ein evangelisch-lutherisches Kirchenbauwerk in Holzminden in Niedersachsen. Die Kirchengemeinde gehört zum Kirchenkreis Holzminden-Bodenwerder im Sprengel Hildesheim-Göttingen der Evangelisch-lutherischen Landeskirche Hannovers.

## Geschichte
Die der hl. Maria geweihte Pfarrkirche der Stadt Holzminden ist erstmals für das Jahr 1231 belegt. In kirchlicher Hinsicht unterstand sie dem Archidiakonat Höxter in der Diözese Paderborn, das Patronat über die Kirche übten die Grafen von Everstein aus. Die mittelalterliche Kirche des mittleren 13. Jahrhunderts war eine gewölbte dreischiffige Hallenkirche mit dreiteiliger Choranlage aus Haupt- und Nebenapsiden und einem Westturm über quadratischem Grundriss. Schießscharten und eingemauerte Steinkugeln verweisen auf den ursprünglichen Wehrcharakter des Turms. Schon im Ausgang des Mittelalters fanden Wiederherstellungsarbeiten statt, wie eine auf 1506 datierte Inschrifttafel an der Südwestecke des Turmes belegt.
Mit dem Regierungsantritt von Herzog Julius von Braunschweig-Wolfenbüttel wurde 1568 in Holzminden die Reformation eingeführt. Mit der Predigtstelle der Holzmindener Kirche waren von 1655 bis 1837 die Position eines Generalsuperintendenten des braunschweigischen Weserdistrikts und die Würde eines Abts von Kloster Amelungsborn verbunden. 1577 richteten Rat und Gemeinde von Holzminden an Herzog Julius die Bitte um Bewilligung einer Kollekte für den Wiederaufbau ihrer Stadtkirche; dieses Datum findet sich auch an den beiden südlichen Strebepfeilern der Kirche. Der Umbau bewirkte zugleich die Umwandlung in eine zweischiffige kreuzgratgewölbte Hallenkirche mit Mittelstützenreihe aus zwei Achteckpfeilern; 1595 wurde der Turmhelm aufgesetzt.
Bei der Zerstörung von Holzminden im Dreißigjährigen Krieg brannte 1640 die Kirche aus und verlor ihren Turmhelm, der 1659 wiedererrichtet wurde. 1898 schließlich wurde der Turmhelm durch einen Orkan zerstört. Seine Wiedererrichtung wurde zum Anlass einer durchgreifenden Restaurierung der Kirche, die 1900 zum Abschluss kam. Dabei wurde die Kirche um einen Chorraum erweitert, begleitet von Sakristei und Taufkapelle, und im Innern im Sinne der Bestimmungen des Eisenacher Regulativs neu ausgestattet. Zusammen mit dem Anbau des neuen Chors erfolgte die Ausmalung der Apsis mit großfigurigen Darstellungen des Pantokrators und der vier Evangelisten. Die zeitgleichen Glasmalereien der drei Apsisfenster zeigen Geburt, Kreuzigung und Auferstehung Christi. Weitere Restaurierungen erfolgten nach Beschädigungen im Zweiten Weltkrieg sowie 1970 bis 1972.
Am 1. Januar 2021 fusionierte die Holzmindener Luthergemeinde unter Beibehaltung ihres Namens mit der seit 1961 bestehenden St. Michaelisgemeinde.

## Orgel
Die heute nordseitig über dem seitlichen Eingang aufgestellte Orgel wurde in den Jahren 1968 bis 1970 von Rudolf Janke gebaut und zuletzt 2020 von Jörg Bente überholt. Sie umfasst im gegenwärtigen Zustand 34 Register, verteilt auf drei Manuale und Pedal. Zwei Register (Nr. 1 und 3) wurden aus der Vorgängerorgel von Balthasar Conrad Euler (1834) übernommen. Die gegenwärtige Disposition lautet:
| I Hauptwerk C–g3 |             |       |
| 1.               | Quintadena  | 16′   |
| 2.               | Prinzipal   | 8′    |
| 3.               | Hohlflöte   | 8′    |
| 4.               | Oktave      | 4′    |
| 5.               | Gemshorn    | 4′    |
| 6.               | Quinte      | 2 ⁄3′ |
| 7.               | Oktave      | 2′    |
| 8.               | Mixtur IV–V |       |
| 9.               | Trompete    | 8′    |

| Rückpositiv C–g3 |             |        |
| 10               | Rohrgedackt | 8′     |
| 11.              | Prinzipal   | 4′     |
| 12.              | Holzflöte   | 4′     |
| 13.              | Nasat       | 2 ⁄3′  |
| 14.              | Gemshorn    | 2′     |
| 15.              | Terz        | 1 3⁄5′ |
| 16.              | Scharf III  |        |
| 17.              | Dulzian     | 8′     |
|                  | Tremulant   |        |

| III Brustwerk C–g3 |              |        |
| 18.                | Holzgedackt  | 8′     |
| 19.                | Spitzgambe   | 8′     |
| 20.                | Gedacktflöte | 4′     |
| 21.                | Flöte        | 2′     |
| 22.                | Terz         | 1 3⁄5′ |
| 23.                | Quinte       | 1 ⁄3′  |
| 24.                | Zimbel I     |        |
| 25.                | Vox Humana   | 8′     |
|                    | Tremulant    |        |

| Pedal C–f1 |           |     |
| 26.        | Subbass   | 16′ |
| 27.        | Prinzipal | 8′  |
| 28.        | Rohrflöte | 8′  |
| 29.        | Oktave    | 4′  |
| 30.        | Gedackt   | 4′  |
| 31.        | Mixtur V  | 2′  |
| 32.        | Posaune   | 16′ |
| 33.        | Trompete  | 8′  |
| 34.        | Schalmey  | 4′  |

- Koppeln: I/II, III/II, I/P, II/P